# 史蒂夫·温伍德
史蒂夫·温伍德，MBE（英語：Steve Winwood，1948年5月12日—），是一位英国歌手，歌曲作者。他的涉猎范围包括摇滚樂、白人灵魂乐、节奏蓝调、蓝调摇滚、流行摇滚和爵士樂；同时会演奏包括键盘、贝司、鼓、吉他和曼陀林、小提琴和其它弦乐器在内的多种乐器。
温伍德曾参加过多支樂團，是斯賓塞·戴维斯乐團、交通樂團、Go  樂團和盲目信仰乐團等乐團的灵魂人物。
此外其独唱生涯也十分成功，热门单曲包括“Valerie”、“Back in the High Life Again”以及两首美国冠军单曲：“Higher Love”和“Roll with It”。作为Traffic乐團的一员，温伍德在2004年被选入摇滚名人堂。在2005年，温伍德在一年一度的BMI伦敦大奖上被授予BMI偶像称号，以表彰其“对几代音乐创作人的不朽影响” 
。在2008年，《滚石杂志》将温伍德列为史上100位最伟大歌手第33名。温伍德共获得过两座格莱美奖。他兩次入圍全英音樂獎最佳英國男歌手在1988年和1989年。2011年，他獲得英國學院歌曲作者、作曲家及作詞家頒發的艾弗·諾韋洛獎的傑出歌曲集。

## 早期生活
史蒂夫·温伍德（原名斯蒂芬·劳伦斯·温伍德）出生在英格兰伯明翰市郊的汉兹沃斯 
。他的父亲劳伦斯是一名铸造工人，也是一名准职业音乐家，能够演奏萨克斯和单簧管。温伍德在少年时期就对摇摆乐和迪克西兰爵士产生兴趣，并开始演奏鼓、吉他和钢琴。他在八岁时第一次与父亲和兄长穆夫(Muff)《在Ron Atkinson Band乐队中演出，当时温伍德也是圣约翰教堂(St.John’s Church)的一名少年唱诗班成员。 穆夫後來回憶說，當史蒂夫開始經常與他的父親和兄弟在持牌酒吧和俱樂部玩耍時，鋼琴必須背對著觀眾試圖隱藏他，因為他顯然是未成年人。
溫伍德是英國聖約翰教堂佩里巴爾的合唱團。在他還年輕的時候，這個家庭從漢茲沃斯搬到了城市北部邊緣的Great Barr的半農村郊區。
溫伍德參加了第一所綜合學校之一的大巴爾學校，一位教師回憶說他是一名認真負責，能幹的學生，他表現出了數學能力。他還出席了伯明罕和米德蘭音樂學院，以發展他的鋼琴家的技能，但沒有完成他的課程。

## 職業生涯
在他还没有成年的时候，就已经出现在伯明罕摇滚音乐的舞台上，演奏哈蒙德风琴和吉他。他合作过的歌手包括马迪·沃特斯、约翰·李·胡克、嚎叫野狼、丁·骨頭·沃克B·B·金、索尼男孩威廉姆森二世、埃迪·博伊德、奧蒂斯·斯潘、查克·貝里、波·迪德利等。
15岁时，温伍德就已經成为斯賓塞·戴维斯乐團成员之一。在创作并录制了歌曲给我一些爱和我是一个男人 (斯賓塞戴維斯樂團歌曲)后，他和克里斯·伍德 (搖滾音樂家)、吉姆·卡帕尔蒂、戴夫·梅森一起组建了交通樂團。
1960年代后期，温伍德和梅森成为吉米·亨德里克斯的密友。在梅森举办的一个聚会上，亨德里克斯第一次听到歌曲《All Along the Watchtower》，当晚他们就一起在伦敦的一个录音室录制了亨德里克斯版本。这首歌后来收录在专辑《电子女儿国》中。
1969年，温伍德为乔·科克尔的单曲朋友们的帮助奉献了精彩了电子风琴的伴奏。之后，他为土司与梅托乐团的《Reggae Got Soul》专辑和嚎叫野狼的《伦敦嚎叫野狼演唱会》担任鍵盤樂器伴奏。
1969年，温伍德和埃里克·克莱普顿、金格·贝克、呂克·格雷奇成立了盲目信仰乐團。乐队只发行了一张唱片《盲目信仰》，僅维持了很短时间就解散了。克莱普顿在巡回演唱会后离开了乐队。剩下的三人成立了金格·贝克空军乐團。新的乐队又吸引了克里斯·伍德、菲尔·西蒙、哈罗德·麦克奈尔和格兰姆·邦德的加盟。然而，这支豪华阵容组成的乐队维持时间也不长。
不久以后，温伍德开始录制独唱专辑。后来他邀请了克里斯·伍德、吉姆·卡帕尔蒂联手录制这张新专辑，这张专辑也因而变成交通乐團的回归专辑，命名为《John Barleycorn Must Die》。温伍德也经常说《John Barleycorn Must Die》专辑的作品就是他一直希望的交通乐團的作品风格。
由于音乐追求的方向不同，交通乐團于1974年解散。1977年温伍德开始录制他的个人专辑。1980年专辑《Arc Of A Diver》和1982年专辑《Talking Back To The Night》都获得了成功。两张专辑都在英国录制，所有的乐器都由他一人演奏。1986年他在美国录制了专辑《Back in the High Life》。同年，他的单曲Higher Love在告示牌排行榜登上冠军。以上专辑都是由小島唱片所发行的。
在商业上获得成功后，温伍德转到維京唱片，发行了专辑《Roll With It》和《Refugees Of The Heart》。他还和吉姆·卡帕尔蒂一起发行了专辑《Far From Home》。他在维京唱片的最后一张专辑名为《Junction Seven》。
1994年，卡帕尔蒂和温伍德重组了交通樂團，并发行了专辑《Far From Home》，也举行了一次演出。
1995年和1996年，温伍德录制了新专辑《Reach for the Light》，是电影《雪地靈犬》的配乐。
1997年，温伍德发行了专辑《Junction Seven》，并在美国举行巡演。
2003年，温伍德发行大碟《About Time》。